# Dufrenoya collettii
Dufrenoya collettii är en tvåhjärtbladig växtart som först beskrevs av James Sykes Gamble, och fick sitt nu gällande namn av Hans Ulrich Stauffer. Dufrenoya collettii ingår i släktet Dufrenoya och familjen Amphorogynaceae. Inga underarter finns listade i Catalogue of Life.